# Ян Марс
Ян Непомуцен Станіслав Віталіс Марс, гербу Нога (пол. Jan Nepomucen Stanisław Witalis Mars; 28 квітня 1853, Хшанув, Краківське воєводство, Австро-Угорщина — 1924, Судова Вишня, Львівське воєводство, Польська Республіка) - польський шляхтич, представник родини Марсів, з роду Нога, власник Судової Вишні на початку XX століття.

## Біографія
Народився 28 квітня 1853 року у містечку Хшанув (пол. Chrząstów) у Королівстві Галичини та Володимирії, тепер це Мелецький повіт Підкарпатського воєводства Польщі у заможній сім'ї Антонія Юзефа Марса (пол. Antoni Józef Mars) (3 грудня 1819 — 3 грудня 1905) та Францішки Желеховської (пол. Franciszka Żelechowska)(1820-?).
Батько був земельним розпорядником, дідичем Ліманова з присілком Стара Весь (Старе Село). Мати була родичкою дружини власника Ліманова та Старого Села Констянтина Стобницького. Вони одружились у 1846 році у Кракові, а за придане купують частину маєтку. Після 10 років господарювання сім'я Марсів викуповує в інших спадкоємців їхні частки і стає єдиним власником Ліманова (пол. Limanowa), Старого Села (пол. Stara Wies), Совлін (пол. Sowliny) з Чахурщизною (пол. Czachurszczyzną)
Ян Марс був третьою дитиною у сім'ї, де крім нього було ще восьмеро дітей. Двоє старших — Анна Августина (1846—1927) і Антоній Ізидор (1851—1918), та шість молодших — Станіслав Октавіан Якуб (1855—1915), Марія Анна (1857—1930), Зигмунт Фелікс Ігнацій (1859—1945), Казімєж Лео Конрад (1861—1908), Тадеуш Гжегож Август (1864—1918) і Анна Ядвіга (1866—1866).
29 жовтня 1888 року Ян Марс одружився з Юзефою Ясінською (пол. Józefa Jasieńska (Jasińska) (1855-?). Її батьками були Калікст Ясінський (пол. Kalikst Jasieński [Jasiński]) та Євгенія Ястжебська (пол. Eugenia Jastrzębska). Ян Марс ніколи не мав своїх дітей.
Помер у 1924 році і похований на старому католицькому цвинтарі за мурами монастиря реформаторів (інтернат). На похороні співлужити католицький кзьондз та греко-католицький священик. Після смерті Яна Марса усю його власність у Судовій Вишні — земля, палац, цегельний завод — успадкував племінник, син Казімєжа Леона Конрада Марса — Кшиштоф Марс (пол. Krzysztof Mars) (1897—1974).